# Museo de la Vagina
El Museo de la Vagina (en inglés: Vagina Museum) es el primer museo físico sobre la anatomía ginecológica. El proyecto tiene su sede en el Reino Unido y se trasladó a su primera ubicación fija en Camden Market, Londres, en octubre de 2019. Su primera exposición se inauguró el 16 de noviembre de 2019.

## Descripción
El Museo de la Vagina se fundó en respuesta a la falta de representación ginecológica dentro del sector de la cultura y el patrimonio en todo el mundo.
Su misión es:
- Difundir conocimientos y concienciar sobre la anatomía y la salud ginecológica
- Dar confianza a las mujeres para que hablen de cuestiones relacionadas con la anatomía ginecológica.
- Eliminar el estigma alrededor del cuerpo femenino y la anatomía ginecológica
- Actuar como un foro para el feminismo, los derechos de las mujeres, la comunidad LGBT+ y la comunidad intersexual.
- Cuestionar los comportamientos heteronormativos y cisnormativos
- Promover los valores interseccionales, feministas y transinclusivos

El museo acoge dos exposiciones temporales al año que exploran multitud de temas relacionados con la salud ginecológica, la historia social, el activismo y el discurso, así como un programa de actividades con charlas, talleres, comedia, teatro y artes escénicas.

## Historia
El proyecto para crear el Museo de la Vagina se puso en marcha cuando su fundadora, Florence Schechter, descubrió que había un museo del pene en Islandia, la Faloloteca islandesa, pero no había un equivalente para la vagina o la vulva.

### 2017-2018
El primer evento del Museo, una comedia para recaudar  fondos, se llevó a cabo el 19 de mayo de 2017 encabezado por Hayley Ellis. Desde entonces, ha realizado una serie de eventos, incluida la participación en una residencia con The Mothership Group llamada Superculture. Los eventos que forman parte de esta residencia han incluido una charla sobre "Vulvanomics" de Emma Le Rees, autora de The Vagina: A Literary and Cultural History, y una proyección de la película Vagina Dentada, seguida de una sesión de preguntas y respuestas con Amanda DiGioia, autora de Childbirth and Parenting in Horror Texts: The Marginalized and the Monstrous y varias noches de comedia. También han realizado eventos en el Festival Limmud 2017 y en la Royal Institution.
El Museo celebró su primera exposición en agosto de 2017 en Edimburgo, Escocia. Su segunda exposición pop up se llamó ¿Es normal tu vagina? (Is Your Vagina Normal?) y viajó por el Reino Unido a Ancient House, Thetford, Brainchild Festival 2018, SQIFF 2018 y Museums Association Conference 2018.
En los Premios Mujeres del Futuro 2017, Schechter fue elogiada en la categoría de arte y cultura por su trabajo con el Museo de la Vagina.
El museo permanente cuenta con exposiciones sobre la anatomía ginecológica desde la ciencia hasta el arte y la cultura. El museo incluye a las personas trans.

### 2019: Campaña de micromecenazgo y locales de Camden Market
El 21 de marzo de 2019, el Museo de la Vagina lanzó un micromecenazgo para recaudar fondos para abrir un local en Camden Market.

El proyecto cuenta con el apoyo del Consejo de Camden, y la líder del Consejo de Camden, Georgia Gould, dijo:
Camden tiene una orgullosa y radical historia de desafiar los prejuicios y la ortodoxia, sin embargo, reconocemos que el estigma asociado a hablar de la salud ginecológica ha significado ignorancia, confusión, vergüenza y mala atención médica para muchas. personas. El 65 % de los jóvenes de 16 a 25 años dice tener problemas para utilizar la palabra vagina o vulva, y casi la mitad de las mujeres de 18 a 24 años dicen que les da vergüenza hablar sobre temas de salud sexual. Por lo tanto, estamos increíblemente emocionados de que el Museo de la Vagina esté tratando de establecerse en Camden, y esperamos que se financie para proporcionar un centro inclusivo e interseccional para el aprendizaje, la creatividad, el activismo y la divulgación que contribuirá enormemente a nuestra comprensión colectiva de nuestros cuerpos.
El crowdfunder recaudó 48 945 libras y en octubre de 2019, el museo se mudó al Camden Stables Market y comenzó un programa de eventos. Inauguró su primera exposición, Muff Busters: mitos de la vagina y cómo combatirlos en noviembre de 2019. Esta exposición finalizó el 30 de noviembre de 2020 y la siguiente exposición programada Periodos: una breve historia.
El museo no cobra entrada, es inclusivo para todos los géneros, y organiza actividades para niños, familias y escuelas.